# Bakpulver
Bakpulver är ett jäsmedel som ofta används som ersättning för jäst. Bakpulver är en blandning av cirka 30 % natriumvätekarbonat (natriumkarbonater E500), cirka 40 % av en eller flera syror, exempelvis monokalciumfosfat, dinatriumdifosfat (surt natriumpyrofosfat), kaliumvätetartrat (vinsten) eller alun. Övriga ca 30 % består av något ämne som motstår fukt, till exempel majsstärkelse. Vid kontakt med vatten reagerar bikarbonatet med syran och koldioxid bildas, vilket ger jäsningseffekten. Många bakpulver är dubbelverkande, det vill säga formulerade för att ge gasutveckling under ett lägre och ett högre temperaturintervall under gräddningen.
En annan form av bakpulver är hjorthornssalt, som vid upphettningen i ugnen förgasas och bildar ammoniak, koldioxid och vattenånga. Dessa gasformiga ämnen luckrar upp degen.
Bakpulver används i första hand vid bakning av kakor, varvid den förstnämnda formen används för mjuka kakor, till exempel sockerkaka, samt för scones, kex etcetera. Hjorthornssalt används huvudsakligen för degar med fast konsistens, till exempel  pepparkakor, vars deg får jäsa under längre tid.
Bakpulver uppfanns av Alfred Bird.

## Historia i Sverige
På 1870-talet kom Hirzford-Liebiegs bakpulver till Sverige. Innehåll: natriumvätekarbonat, kaliumklorid, monokalciumfosfat.
På 1920-talet började Rumfords bakpulver säljas i Sverige. Innehåll: natriumvätekarbonat, stärkelse, monokalciumfosfat.
Marabou bakpulver började säljas på 1930-talet. På 1940-talet kom Mazetti bakpulver och Rekord bakpulver.